# FFA Cup 2021
Der FFA Cup 2021 war die siebte Austragung des australischen Fußball-Pokalwettbewerbs der Männer. Nachdem die Vorsaison aufgrund der Corona-Pandemie noch während der Qualifikation abgebrochen wurde, hielten die Beeinträchtigungen wegen der Pandemie in dieser Saison weiter an. So begann sie erst am 14. September 2021 und endete erste am 5. Februar 2022 mit dem Finale. Titelverteidiger war Adelaide United.
Insgesamt nahmen 765 Fußballmannschaften an dem Wettbewerb teil. 32 Mannschaften erreichten die erste Hauptrunde, darunter zehn der zwölf Klubs der A-League 2020/21, der Meister der National Premier Leagues 2019 sowie 21 unterklassige Klubs, die sich in den regionalen Qualifikationsrunden durchsetzten.
Sieger wurde zum zweiten Mal nach 2015 Melbourne Victory mit einem 2:1-Finalsieg gegen die Central Coast Mariners. Torschützenkönig wurde der Ivorer Cyrus Dehmie von Brisbane Roar mit drei Toren.

## Teilnehmer
In den verschiedenen regionalen Qualifikationsrunden traten mehrere hundert Mannschaften an, um sich für einen von 21 zu vergebenden Hauptrundenplätze zu qualifizieren. Die besten acht Teams der A-League 2020/21 waren für die Hauptrunde gesetzt. Zwei weitere Plätze wurden durch Play-off-Spiele zwischen den verbleibenden vier A-League-Mannschaften ermittelt. Einen weiteren direkten Startplatz erhielt der Meister der National Premier Leagues 2019.
Alle neun Regionalverbände des australischen Fußballverbandes trugen Qualifikationsrunden aus. Die Verteilung der Qualifikationsplätze pro Regionalverband veränderte sich im Vergleich zur Saison 2019 leicht. New South Wales, Queensland und Victoria erhielten je vier, Northern New South Wales, South Australia und Western Australia je zwei, das Australian Capital Territory, das Northern Territory und Tasmania je einen Platz.
| A-League die besten 8 Vereine der Saison 2020/21 | A-League Play-off-Sieger | National Premier Leagues der Meister der Saison 2019 |
| Adelaide United (TV) Brisbane Roar Central Coast Mariners Melbourne City FC Sydney FC Wellington Phoenix Western Sydney Wanderers | Melbourne Victory Western United | Wollongong Wolves FC |
| Sieger der Qualifikationsrunden 21 Sieger der 9 Landesverbände der FFA | | |
| - Australian Capital Territory Cooma FC (II) - New South Wales APIA Leichhardt FC (II) Blacktown City FC (II) Mt Druitt Town Rangers (II) Sydney Olympic (II) - Northern New South Wales Broadmeadow Magic (II) Newcastle Olympic (II) | - Northern Territory Casuarina FC (II) - Queensland Edge Hill United (V) Gold Coast Knights (II) Peninsula Power (II) Queensland Lions (II) - South Australia Adelaide City (II) Adelaide Olympic (II) | - Tasmania Devonport City FC (II) - Victoria Avondale FC (II) Hume City FC (II) Port Melbourne SC (II) South Melbourne FC (II) - Western Australia ECU Joondalup (II) Floreat Athena (II) |

## Erste Hauptrunde
Die Begegnungen der ersten Hauptrunde wurden am 8. Juli 2021 ausgelost. Aufgrund der Corona-Pandemie wurden die Mannschaften geografisch in vier Regionen eingeteilt. Da sich der Devonport City FC aufgrund von Einreisebeschränkungen aufgrund der Corona-Pandemie zurückzog, kam der Avondale FC kampflos eine Runde weiter. In der Klammer ist die jeweilige Ligaebene angegeben, in der der Verein in der Saison 2019/20 spielte.
| Datum                 |                             | Ergebnis             |                              |
| --------------------- | --------------------------- | -------------------- | ---------------------------- |
| 14.09.2021, 19:30 Uhr | Peninsula Power (II)        | 0:3 (0:2)            | Brisbane Roar (I)            |
| 15.09.2021, 19:30 Uhr | Edge Hill United (V)        | 0:2 (0:0)            | Gold Coast Knights (II)      |
| 21.09.2021, 19:30 Uhr | Queensland Lions (II)       | 6:0 (1:0)            | Casuarina FC (II)            |
| 26.09.2021, 15:00 Uhr | Floreat Athena (II)         | 1:3 n. V. (1:1, 0:1) | Adelaide United (I)          |
| 29.09.2021, 20:00 Uhr | ECU Joondalup (II)          | 0:3 (0:0)            | Adelaide Olympic (II)        |
| 06.11.2021, 19:00 Uhr | Mt Druitt Town Rangers (II) | 0:3 (0:1)            | Wollongong Wolves FC (II)    |
| 10.11.2021, 19:30 Uhr | Broadmeadow Magic (II)      | 0:3 (0:1)            | Western Sydney Wanderers (I) |
| 10.11.2021, 19:30 Uhr | Hume City FC (II)           | 3:1 (1:0)            | Port Melbourne FC (II)       |
| 12.11.2021, 19:30 Uhr | South Melbourne (II)        | 0:3 (0:1)            | Melbourne City FC (I)        |
| 13.11.2021, 17:00 Uhr | Blacktown City FC (II)      | 0:1 (0:0)            | Central Coast Mariners (I)   |
| 13.11.2021, 18:00 Uhr | Newcastle Olympic (II)      | 0:3 (0:2)            | Macarthur FC (I)             |
| 24.11.2021, 19:30 Uhr | Sydney Olympic (II)         | 2:4 (1:1)            | Sydney FC (I)                |
| 01.12.2021, 20:00 Uhr | Adelaide City (II)          | 0:1 (0:0)            | Melbourne Victory (I)        |
| 02.12.2021, 19:30 Uhr | Cooma FC (II)               | 0:3 n. V.            | APIA Leichhardt FC (II)      |
| 07.12.2021, 19:30 Uhr | Western United (I)          | 0:1 (0:1)            | Wellington Phoenix (I)       |

## Zweite Hauptrunde
Die Begegnungen der zweiten Hauptrunde wurden am 30. September und 15. November 2021 ausgelost. Wie bereits in der ersten Runde wurden die Mannschaften aufgrund der Corona-Pandemie geografisch in drei Regionen eingeteilt. In der Klammer ist die jeweilige Ligaebene angegeben, in der der Verein in der Saison 2019/20 spielte.
| Datum                 |                           | Ergebnis             |                              |
| --------------------- | ------------------------- | -------------------- | ---------------------------- |
| 17.10.2021, 15:30 Uhr | Adelaide Olympic (II)     | 0:1 (0:1)            | Adelaide United (I)          |
| 24.10.2021, 16:30 Uhr | Queensland Lions (II)     | 0:4 (0:1)            | Brisbane Roar (I)            |
| 01.12.2021, 19:30 Uhr | Wollongong Wolves FC (II) | 1:2 (1:0)            | Central Coast Mariners (I)   |
| 01.12.2021, 20:00 Uhr | Hume City FC (II)         | 0:1 (0:1)            | Melbourne City FC (I)        |
| 07.12.2021, 19:30 Uhr | APIA Leichhardt FC (II)   | 2:1 (1:0)            | Western Sydney Wanderers (I) |
| 08.12.2021, 20:00 Uhr | Sydney FC (I)             | 2:0 n. V.            | Macarthur FC (I)             |
| 14.12.2021, 19:30 Uhr | Avondale FC (II)          | 1:4 (0:3)            | Wellington Phoenix (I)       |
| 30.12.2021, 20:30 Uhr | Gold Coast Knights (II)   | 1:2 n. V. (1:1, 1:0) | Melbourne Victory (I)        |

## Viertelfinale
Die Begegnungen des Viertelfinales wurden am 5. Dezember 2021 ausgelost. In der Klammer ist die jeweilige Ligaebene angegeben, in der der Verein in der Saison 2019/20 spielte.
| Datum                 |                         | Ergebnis              |                            |
| --------------------- | ----------------------- | --------------------- | -------------------------- |
| 21.12.2021, 19:30 Uhr | APIA Leichhardt FC (II) | 0:6 (0:2)             | Central Coast Mariners (I) |
| 05.01.2022, 19:30 Uhr | Melbourne City FC (I)   | 0:0 n. V. (3:4 i. E.) | Wellington Phoenix (I)     |
| 05.01.2022, 19:45 Uhr | Adelaide United (I)     | 1:2 (1:0)             | Melbourne Victory (I)      |
| 12.01.2022, 18:00 Uhr | Sydney FC (I)           | 1:0 (0:0)             | Brisbane Roar (I)          |

## Halbfinale
Die Begegnungen des Halbfinales wurden am 6. Januar 2022 ausgelost. In der Klammer ist die jeweilige Ligaebene angegeben, in der der Verein in der Saison 2017/18 spielte.
| Datum                 |                       | Ergebnis  |                            |
| --------------------- | --------------------- | --------- | -------------------------- |
| 18.01.2022, 19:00 Uhr | Sydney FC (I)         | 0:1 (0:0) | Central Coast Mariners (I) |
| 29.01.2022, 17:35 Uhr | Melbourne Victory (I) | 4:1 (0:1) | Wellington Phoenix (I)     |

## Finale
| Melbourne Victory                                                     | Melbourne Victory | Central Coast Mariners | Central Coast Mariners | Aufstellung                                                |
| --------------------------------------------------------------------- | --- | --- | ---------------------- | ---------------------------------------------------------- |
| Melbourne Victory                                                     | \| Finale \| \| 5. Februar 2022 um 20:00 Uhr (10:00 Uhr MEZ) in Melbourne (AAMI Park) \| \| Ergebnis: 2:1 (0:0) \| \| Zuschauer: 15.343 \| \| Schiedsrichter: Shaun Evans \| | \| Finale \| \| 5. Februar 2022 um 20:00 Uhr (10:00 Uhr MEZ) in Melbourne (AAMI Park) \| \| Ergebnis: 2:1 (0:0) \| \| Zuschauer: 15.343 \| \| Schiedsrichter: Shaun Evans \| | Central Coast Mariners | Aufstellung Melbourne Victory gegen Central Coast Mariners |
| Melbourne Victory                                                     | Ivan Kelava – Jason Geria, Brendan Hamill, Matthew Spiranovic, Jason Davidson – Leigh Broxham, Marco Rojas (82. Nishan Velupillay), Joshua Brillante , Ben Folami (74. Chris Ikonomidis) – Jake Brimmer (90.+2' Birkan Kirdar), Nicholas D’Agostino (75. Francesco Margiotta) Cheftrainer: Tony Popovic | Mark Birighitti – Lewis Miller, Dan Hall, Kye Rowles, Jacob Farrell – Josh Nisbet (80. Garang Kuol), Harry Steele (73. Max Balard), Oliver Bozanic , Nicolai Müller (56. Béni Nkololo) – Marco Ureña, Matheus Moresche (73. Cy Goddard) Cheftrainer: Nick Montgomery ( Schottland) | Central Coast Mariners | Aufstellung Melbourne Victory gegen Central Coast Mariners |
| Melbourne Victory                                                     | 1:0 Davidson (70.) 2:0 Ikonomidis (90.+5') | 2:1 Bozanic (90.+7') | Central Coast Mariners | Aufstellung Melbourne Victory gegen Central Coast Mariners |
| Melbourne Victory                                                     | Folami (72.) | Steele (69.) | Central Coast Mariners | Aufstellung Melbourne Victory gegen Central Coast Mariners |
| Finale                                                                | | |                        |                                                            |
| 5. Februar 2022 um 20:00 Uhr (10:00 Uhr MEZ) in Melbourne (AAMI Park) | | |                        |                                                            |
| Ergebnis: 2:1 (0:0)                                                   | | |                        |                                                            |
| Zuschauer: 15.343                                                     | | |                        |                                                            |
| Schiedsrichter: Shaun Evans                                           | | |                        |                                                            |

## Torschützenliste
Nachfolgend sind die besten Torschützen der Pokalsaison (ohne Qualifikation) aufgeführt. Bei gleicher Anzahl an Toren sind die Spieler alphabetisch sortiert.
| Rang | Spieler             | Verein                 | Tore |
| ---- | ------------------- | ---------------------- | ---- |
| 1    | Cyrus Dehmie        | Brisbane Roar          | 3    |
| 2    | Joshua Brillante    | Melbourne Victory      | 2    |
|      | Nicholas D’Agostino | Melbourne Victory      | 2    |
|      | Jordan Farina       | Queensland Lions       | 2    |
|      | Scott Galloway      | Melbourne City FC      | 2    |
|      | Elvis Kamsoba       | Sydney FC              | 2    |
|      | Matheus Moresche    | Central Coast Mariners | 2    |
|      | Jason Romero        | APIA Leichhardt FC     | 2    |
|      | Lachlan Rose        | Macarthur FC           | 2    |
|      | Lachlan Scott       | Wollongong Wolves FC   | 2    |
|      | Jaushua Sotirio     | Wellington Phoenix     | 2    |
|      | Ben Waine           | Wellington Phoenix     | 2    |